# St. Georgen am Ybbsfelde
Sankt Georgen am Ybbsfelde est une commune autrichienne du district d'Amstetten en Basse-Autriche.